# Здание ростовских мореходных классов
Здание ростовских мореходных классов — здание в Ростове-на-Дону, построенное в 1896 году по проекту архитектора В. К. Шкитко для ростовских мореходных классов. Располагается по адресу: ул. Седова, 8/2 литер В. В настоящее время здание занимает Институт водного транспорта им. Г. Я. Седова. Здание ростовских мореходных классов имеет статус объекта культурного наследия регионального значения.

## История

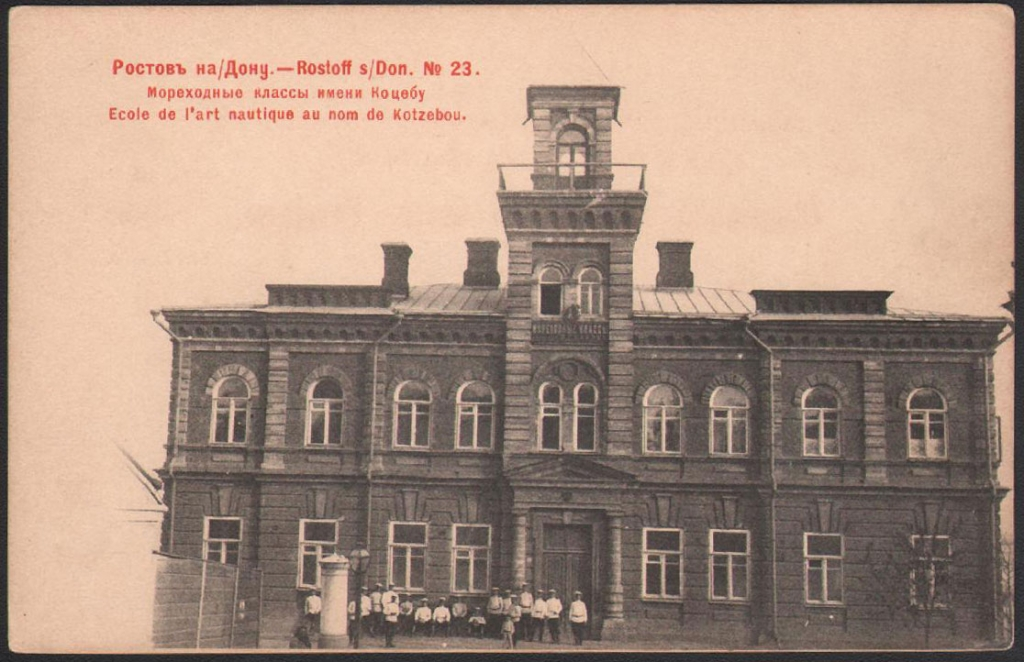
Мореходные курсы на открытке 1902 года

Мореходные классы были открыты в Ростове-на-Дону в 1876 году по инициативе общественности Донского края. Первое время они размещались в арендуемом помещении. Собственное здание на Верхнебульварной улице (ныне ул. Седова) было построено в 1896 году, после того как классам присвоили 3-й разряд. Автором проекта здания был городской архитектор Владимир Карпович Шкитко. В 1914 году рядом было построено новое здание мореходного училища.
В 1950 году на фасаде здания мореходных классов была установлена мемориальная доска с текстом: «В этом здании в 1895—1899 гг. учился полярный исследователь Г. Я. Седов (1877—1914)». Постановлением Главы Администрации Ростовской области № 411 от 9 октября 1998 года Ростовские мореходные классы были взяты под государственную охрану как объект культурного наследия регионального значения.

## Архитектура

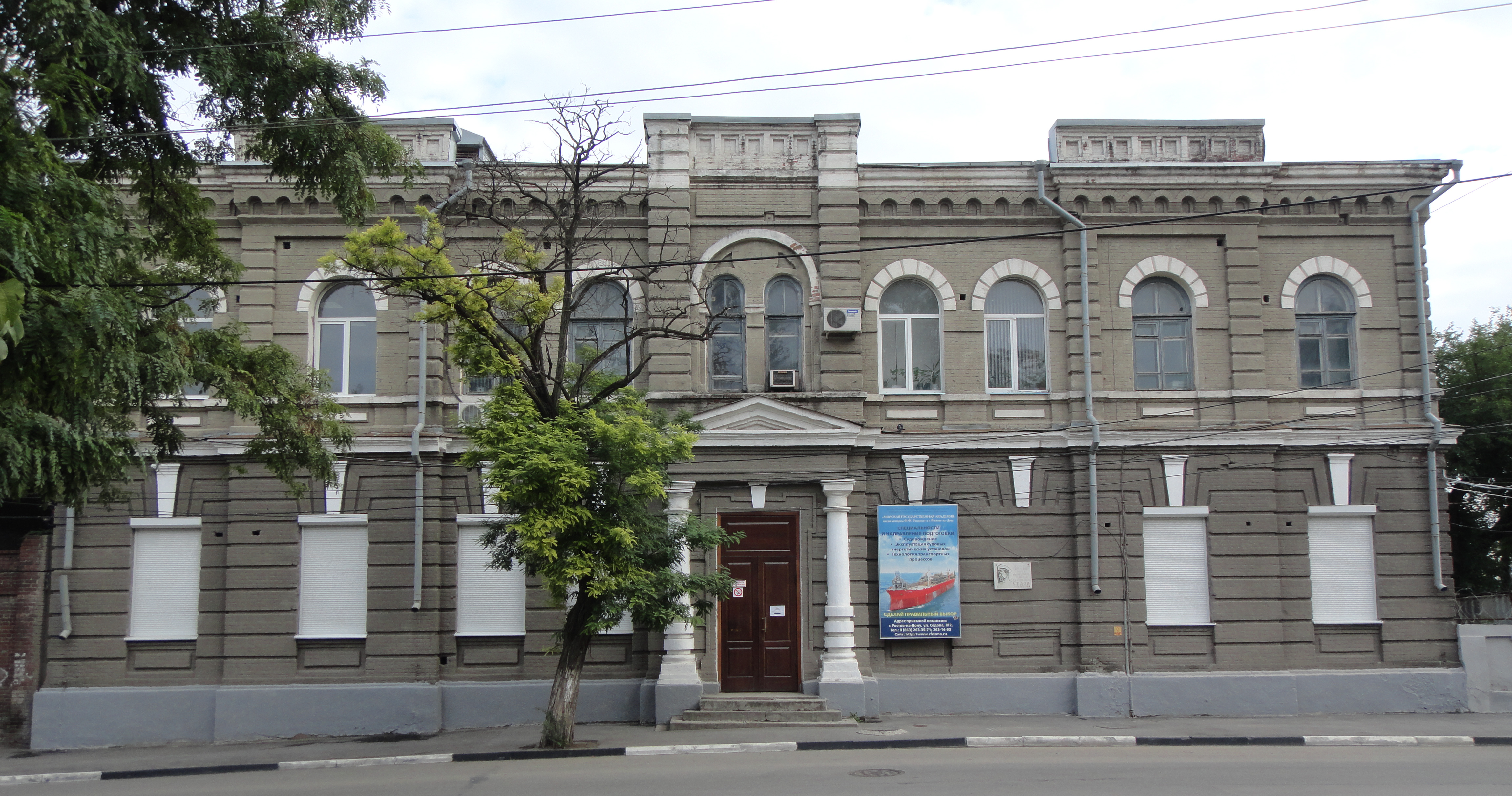
Здание ростовских мореходных классов

Двухэтажное кирпичное здание выходит фасадом на улицу Седова. Архитектурно-художественную композицию симметричного фасада формируют три раскреповки с лопатками на всю высоту здания. Первый этаж рустован. Оконные проёмы первого этажа декорированы большими замками и подоконными вставками. Главный вход выделен двухколонным портиком. На втором этаже лопатки оформлены рустом. Архивольты оконных проёмов также рустованы. Первоначально в центральной части здания находилась башня (ныне утрачена). Здание имеет коридорную систему планировки с двусторонним расположением помещений.